# Millennium (album của Backstreet Boys)
Millennium là album phòng thu thứ ba (thứ hai ở Hoa Kỳ) của ban nhạc pop nước Mỹ Backstreet Boys, phát hành ngày 18 tháng 3 năm 1999 bởi Jive Records như là một đợt tiến công sau thành công của album Hoa Kỳ đầu tay và album quốc tế thứ hai. Quá trình ghi âm album được thực hiện từ tháng 10 năm 1998 đến tháng 3 năm 1999, với sự tham gia sản xuất từ những cộng tác viên quen thuộc trong album trước của họ như Max Martin, Kristian Lundin và Robert John "Mutt" Lange, bên cạnh việc hợp tác với một số nhà sản xuất mới như Rami, Stephen Lipson, Mattias Gustafsson, Timmy Allen, Edwin "Tony" Nicholas và Eric Foster White. Đây là album đầu tiên của nhóm được phát hành đồng thời ở Hoa Kỳ và trên thị trường quốc tế.
Sau khi phát hành, Millennium nhận được những phản ứng tích cực từ các nhà phê bình âm nhạc, trong đó họ đánh giá cao quá trình sản xuất của nó. Album cũng giúp Backstreet Boys gặt hái nhiều giải thưởng và đề cử tại những lễ trao giải lớn, bao gồm chiến thắng Giải thưởng âm nhạc Billboard cho Album Billboard 200 hàng đầu và hai đề cử giải Grammy cho Album của năm và Album giọng pop xuất sắc nhất tại lễ trao giải thường niên lần thứ 42. Nó cũng gặt hái những thành công vượt trội về mặt thương mại, lọt vào top 5 ở hầu hết những quốc gia nó xuất hiện, và đứng đầu các bảng xếp hạng ở nhiều thị trường lớn như Áo, Canada, Đức, Ý, New Zealand, Tây Ban Nha, Thụy Điển và Thụy Sĩ. Tại Hoa Kỳ, Millennium ra mắt ở vị trí số một trên bảng xếp hạng Billboard 200 với 1.134.000 bản, phá vỡ kỷ lục về doanh số tiêu thụ trong tuần đầu của kỷ nguyên Nielsen SoundScan lúc bấy giờ và trở thành album bán chạy nhất năm 1999 tại đây. Tính đến nay, album đã bán được hơn 24 triệu bản trên toàn cầu, trở thành một trong những album bán chạy nhất mọi thời đại.
Bốn đĩa đơn đã được phát hành từ Millennium, trong đó ba đĩa đơn đầu tiên đã gặt hái những thành công rực rỡ trên toàn cầu. Đĩa đơn chủ đạo, "I Want It That Way" đã trở thành bản hit lớn nhất trong sự nghiệp của Backstreet Boys, đứng đầu các bảng xếp hạng ở nhiều quốc gia và nhận được hai đề cử giải Grammy cho Thu âm của năm và Trình diễn song ca hoặc nhóm nhạc giọng pop xuất sắc nhất. "Larger than Life" được chọn làm đĩa đơn thứ hai và lọt vào top 10 ở 14 quốc gia, trong khi đĩa đơn thứ ba "Show Me the Meaning of Being Lonely" vươn đến top 10 ở Hoa Kỳ và nhận được một đề cử giải Grammy. Để quảng bá album, nhóm bắt tay thực hiện chuyến lưu diễn Into the Millennium Tour với 123 buổi diễn ở 84 quốc gia khác nhau.

## Danh sách bài hát
| Millennium — Bản tiêu chuẩn | Millennium — Bản tiêu chuẩn           | Millennium — Bản tiêu chuẩn                 | Millennium — Bản tiêu chuẩn    | Millennium — Bản tiêu chuẩn |
| STT                         | Nhan đề                               | Sáng tác                                    | Sản xuất                       | Thời lượng                  |
| --------------------------- | ------------------------------------- | ------------------------------------------- | ------------------------------ | --------------------------- |
| 1.                          | "Larger than Life"                    | Max Martin, Kristian Lundin, Brian Littrell | Lundin                         | 3:52                        |
| 2.                          | "I Want It That Way"                  | Martin, Andreas Carlsson                    | Martin, Lundin                 | 3:33                        |
| 3.                          | "Show Me the Meaning of Being Lonely" | Martin, Herbert Crichlow                    | Martin, Lundin                 | 3:54                        |
| 4.                          | "It's Gotta Be You"                   | Martin, Robert John "Mutt" Lange            | Martin, Lange, Rami            | 2:57                        |
| 5.                          | "I Need You Tonight"                  | Andrew Fromm                                | Lange                          | 4:23                        |
| 6.                          | "Don't Want You Back"                 | Martin                                      | Martin, Rami                   | 3:26                        |
| 7.                          | "Don't Wanna Lose You Now"            | Martin                                      | Martin, Rami                   | 3:55                        |
| 8.                          | "The One"                             | Martin, Littrell                            | Martin, Lundin                 | 3:46                        |
| 9.                          | "Back to Your Heart"                  | Kevin Richardson, Gary Baker, Jason Blume   | Stephen Lipson, Timmy Allen[a] | 4:21                        |
| 10.                         | "Spanish Eyes"                        | Andrew Fromm, Sandy Linzer                  | Allen, Mattias Gustafsson      | 3:55                        |
| 11.                         | "No One Else Comes Close"             | Joe Thomas, Baker, Wayne Perry              | Allen, Edwin "Tony" Nicholas   | 3:43                        |
| 12.                         | "The Perfect Fan"                     | Littrell, Thomas Smith                      | Eric Foster White              | 4:15                        |

Ghi chú
- ^[a]  nghĩa là hỗ trợ sản xuất phần giọng hát

## Xếp hạng
| Bảng xếp hạng (1999)                     | Vị trí cao nhất |
| ---------------------------------------- | --------------- |
| Album Úc (ARIA)                          | 2               |
| Album Áo (Ö3 Austria)                    | 1               |
| Album Bỉ (Ultratop Vlaanderen)           | 1               |
| Album Bỉ (Ultratop Wallonie)             | 2               |
| Canada (RPM)                             | 1               |
| Album Canada (Billboard)                 | 1               |
| Đan Mạch (Hitlisten)                     | 1               |
| Album Hà Lan (Album Top 100)             | 1               |
| Châu Âu (European Top 100 Albums)        | 1               |
| Album Pháp (SNEP)                        | 8               |
| Album Phần Lan (Suomen virallinen lista) | 1               |
| Đức (Offizielle Top 100)                 | 1               |
| Ireland (IRMA)                           | 2               |
| Ý (FIMI)                                 | 1               |
| Nhật Bản (Oricon)                        | 6               |
| Malaysia (IFPI)                          | 1               |
| Album New Zealand (RMNZ)                 | 1               |
| Album Na Uy (VG-lista)                   | 1               |
| Bồ Đào Nha (AFP)                         | 1               |
| Tây Ban Nha (PROMUSICAE)                 | 1               |
| Album Thụy Điển (Sverigetopplistan)      | 1               |
| Album Thụy Sĩ (Schweizer Hitparade)      | 1               |
| Album Anh Quốc (OCC)                     | 2               |
| Album Hoa Kỳ Billboard 200               | 1               |

| Bảng xếp hạng (1999)               | Vị trí |
| ---------------------------------- | ------ |
| Australian Albums (ARIA)           | 11     |
| Austrian Albums (Ö3 Austria)       | 9      |
| Belgian Albums (Ultratop Flanders) | 12     |
| Belgian Albums (Ultratop Wallonia) | 22     |
| Canadian Albums (RPM)              | 1      |
| Danish Albums (Hitlisten)          | 11     |
| Dutch Albums (MegaCharts)          | 10     |
| Europe (European Top 100 Albums)   | 7      |
| German Albums (Offizielle Top 100) | 5      |
| Italian Albums (FIMI)              | 16     |
| Japanese Albums (Oricon)           | 38     |
| New Zealand (Recorded Music NZ)    | 19     |
| Swedish Albums (Sverigetopplistan) | 7      |
| Swiss Albums (Schweizer Hitparade) | 12     |
| UK Albums (OCC)                    | 37     |
| US Billboard 200                   | 1      |
| Bảng xếp hạng (2000)               | Vị trí |
| German Albums (Offizielle Top 100) | 89     |
| Swiss Albums (Schweizer Hitparade) | 100    |
| UK Albums (OCC)                    | 91     |
| US Billboard 200                   | 9      |

| Bảng xếp hạng (1990–1999) | Vị trí |
| ------------------------- | ------ |
| US Billboard 200          | 16     |
| Bảng xếp hạng (2000–2009) | Vị trí |
| US Billboard 200          | 45     |

| Bảng xếp hạng    | Vị trí |
| ---------------- | ------ |
| US Billboard 200 | 70     |

## Chứng nhận
| Quốc gia                                                                           | Chứng nhận       | Số đơn vị/doanh số chứng nhận |
| ---------------------------------------------------------------------------------- | ---------------- | ----------------------------- |
| Argentina (CAPIF)                                                                  | 3× Bạch kim      | 180.000^                      |
| Úc (ARIA)                                                                          | 3× Bạch kim      | 210.000^                      |
| Áo (IFPI Áo)                                                                       | Vàng             | 25.000*                       |
| Bỉ (BEA)                                                                           | 2× Bạch kim      | 100.000*                      |
| Brasil (Pro-Música Brasil)                                                         | 2× Bạch kim      | 500.000*                      |
| Canada (Music Canada)                                                              | Kim cương        | 1.000.000^                    |
| Đan Mạch (IFPI Đan Mạch)                                                           | Bạch kim         | 50.000^                       |
| Phần Lan (Musiikkituottajat)                                                       | Bạch kim         | 42,525                        |
| Đức (BVMI)                                                                         | 3× Vàng          | 750.000^                      |
| México (AMPROFON)                                                                  | 4× Bạch kim+Vàng | 675.000^                      |
| Hà Lan (NVPI)                                                                      | 2× Bạch kim      | 200.000^                      |
| New Zealand (RMNZ)                                                                 | 2× Bạch kim      | 30.000^                       |
| Na Uy (IFPI)                                                                       | Bạch kim         | 50.000*                       |
| Ba Lan (ZPAV)                                                                      | Bạch kim         | 100.000*                      |
| Thụy Điển (GLF)                                                                    | Bạch kim         | 80.000^                       |
| Thụy Sĩ (IFPI)                                                                     | Bạch kim         | 50.000^                       |
| Anh Quốc (BPI)                                                                     | Bạch kim         | 300.000^                      |
| Hoa Kỳ (RIAA)                                                                      | 13× Bạch kim     | 13.000.000^                   |
| Tổng hợp                                                                           |                  |                               |
| Châu Âu (IFPI)                                                                     | 2× Bạch kim      | 2.000.000*                    |
| * Chứng nhận dựa theo doanh số tiêu thụ. ^ Chứng nhận dựa theo doanh số nhập hàng. |                  |                               |